# Fontaine de Sigale
La fontaine est située place de l'Église, à Sigale, en France.

## Localisation
La fontaine est située sur le territoire de la commune de Sigale, dans le département français des Alpes-Maritimes.

## Historique
La fontaine a été érigée en 1583, à une époque où les fontaines publiques étaient rarissimes; elle est la plus ancienne du Comté de Nice après celle de Peille. Elle porte en caractères abrégés l'inscription : « Hic fons factus fuit regnante Carlo Emmanuele Duce Sabaudiae, Consulibus A[nthoine] Mica[e]lis, G[abriel] Orcel, Gabr[iel] Tomel. 1583 » (« Cette fontaine fut érigée sous le règne de Charles-Emmanuel, duc de Savoie, par les Consuls Antoine Michaelis, Gabriel Orcel, Gabriel Tomel, en 1583 »). Une autre épigraphe, sous la précédente, rappelle que cette fontaine fut restaurée en 1811 par P. A. Dalmassy, maire et officier public de l'Empire français.
L’eau était captée au  nord du village.
L'édifice est inscrit au titre des monuments historiques le 28 février 1927.
Avec l'accord des Architectes des Bâtiments de France, et contrairement aux principes de la Charte de Venise signée par la France, la fontaine a subi récemment une restauration (financée par Véolia) contestable : outre un sablage assez brutal, elle a été privée d'une boule décorative et d'un élégant motif en fer forgé, probablement ajoutés au XVIIIe siècle, qui ornaient son sommet.